# Torneo de Stuttgart 2017
El MercedesCup 2017 fue un torneo de tenis jugado en césped al aire libre. Esta fue la 40.ª edición del MercedesCup, y forma parte de la gira mundial ATP World Tour 2017 en la categoría ATP 250 series. Se llevó a cabo en Stuttgart, Alemania, del 12 de junio al 19 de junio de 2017.

## Distribución de puntos
| Modalidad            | Campeón | Finalista | Semifinales | Cuartos de final | 2ª ronda | 1ª ronda | Clasificados | 2ª ronda de clasificación | 1ª ronda de clasificación |
| Individual masculino | 250     | 165       | 100         | 50               | 25       | 0        | 13           | 7                         | 0                         |
| Dobles masculino     | 250     | 150       | 90          | 45               | 20       | 0        | -            | -                         | -                         |

## Cabezas de serie

### Individuales masculino
| Tenista         | Ranking | Preclasificada |
| Roger Federer   | 5       | 1              |
| Grigor Dimitrov | 13      | 2              |
| Tomáš Berdych   | 14      | 3              |
| Lucas Pouille   | 17      | 4              |
| Steve Johnson   | 26      | 5              |
| Mischa Zverev   | 31      | 6              |
| Gilles Simon    | 32      | 7              |
| Viktor Troicki  | 35      | 8              |

- Ranking del 29 de mayo de 2017

### Dobles masculino
| Tenista                            | Ranking | Preclasificada |
| Bob Bryan Mike Bryan               | 12      | 1              |
| Jamie Murray Bruno Soares          | 17      | 2              |
| Florin Mergea Aisam-ul-Haq Qureshi | 52      | 3              |
| Olivier Marach Mate Pavić          | 67      | 4              |

## Campeones

### Individual masculino
Lucas Pouille venció a  Feliciano López por 4-6, 7-6(5), 6-4

### Dobles masculino
Jamie Murray /  Bruno Soares vencieron a  Oliver Marach /  Mate Pavić por 7-6(4), 5-7, [10-5]